# Dan Hartman
Daniel "Dan" Earl Hartman, född 8 december 1950, död 22 mars 1994, var en amerikansk sångare, låtskrivare och skivproducent, känd för låtar som "I Can Dream About You", "Instant Replay" och "Relight My Fire".
Hartman dog av en hjärntumör till följd av aids i sitt hem i Westport, Connecticut i en ålder av 43 år. Hans kvarlevor kremerades. Vid tiden för sin död upplevde hans musik en renässans; en cover av hans låt "Relight My Fire" blev en brittisk hit för Take That och Lulu. Försäljningen av Hartmans soloinspelningar, gruppmedverkan, produktion, låtskrivande och sammanställningar överstiger 50 miljoner skivor över hela världen. Hartmans cover-version av Edgar Winter Groups låt "Free Ride", var med i Mighty Morphin Power Rangers: The Movie året efter hans död.
Även Vinnie Vincent, tidigare gitarrist i Kiss spelade med bandet under en kortare period. Han medverkade bland annat på albumet Instant Replay där han spelade kompgitarr, akustisk gitarr, tamburin och sjöng bakgrundssång. Han spelade även gitarr under ett antal framträdanden.

## Diskografi
Album
- 1976 – Who Is Dan Hartman?
- 1976 – Images
- 1978 – Instant Replay
- 1979 – Relight My Fire
- 1981 – April Music Recorded Music Library
- 1982 – It Hurts to Be in Love
- 1984 – I Can Dream About You
- 1986 – White Boy (aldrig släppt)
- 1989 – New Green Clear Blue
- 1994 – Keep the Fire Burnin'
- 2004 – Super Hits

Singlar (på Billboard Hot 100)
- 1978 – "Instant Replay" (#29)
- 1979 – "This Is It" (#91)
- 1981 – "It Hurts to Be in Love" (#72)
- 1981 – "Heaven in Your Arms" (#86)
- 1984 – "I Can Dream About You" (#6)
- 1984 – "We Are the Young" (#25)
- 1985 – "Second Nature" (#39)